# Paul Humphrey
Paul Nelson Humphrey (* 10. oder 12. Oktober 1935 in Detroit, Michigan; † 31. Januar 2014) war ein amerikanischer Jazz-Schlagzeuger, der auch im Funk und Rhythm and Blues aktiv war.

## Leben und Wirken
Humphrey hatte ab dem achten Lebensjahr Klavierunterricht und wechselte dann ans Schlagzeug. Er erhielt eine Ausbildung an der Naval Academy und arbeitete nach seinem Militärdienst bei Wes Montgomery (1961–1962). Dann spielte er mit Les McCann, Kai Winding, Charles Mingus, Lee Konitz, John Coltrane und Gene Ammons.
In den späten 1960er Jahren zog er nach Los Angeles, wo er mit Harry Edison und in den Studios arbeitete. Als Bandleader veröffentlichte er unter dem Namen Paul Humphrey and the Cool Aid Chemists, gemeinsam mit Clarence MacDonald, David T. Walker und Phil Upchurch. 1971 erreichte die Gruppe zwei Charterfolge. Cool Aid erreichte in den Amerikanischen Billboard Hot 100 Charts Platz 29 und in den US Black Singles Platz 14. Funky L.A. erreichte in den US Black Singles-Charts Platz 45. Er spielte außerdem mit seinem Paul Humphrey Sextet 1981 ein Album ein.
Humphrey spielte auf Marvin Gayes Album Let's Get It On Schlagzeug.
Als Studiomusiker arbeitete er mit so verschiedenen Künstlern wie Burt Bacharach, Nelson Riddle, Sammy Davis Jr., Steely Dan, Frank Zappa, Jimmy Smith, The Four Tops, Al Kooper, Jackie DeShannon, Natalie Cole, Albert King, Quincy Jones, Dusty Springfield, Jean-Luc Ponty, Michael Franks, Maria Muldaur oder Marc Bolan.
Humphrey war weiterhin von 1976 bis 1982 Schlagzeuger für das Lawrence Welk Orchestra und die Lawrence Welk Show. Mit seiner Frau Joan hatte er zwei Kinder, Pier and Damien, die mit ihrem Vater in der jährlichen Weihnachtsepisode der Welk Show auftraten.

## Diskografische Hinweise
- Paul Humphrey and the Cool Aid Chemists (Lizard Records, 1969) US #170, US Black Albums #31[7]
- Detroit b/w Cool Aid (Lizard Records, 1969) 45 rpm, 2:31[8]
- America, Wake Up (Blue Thumb Records, 1973)
- Paul Humphrey Sextet (Discovery Records, 1981)